# 노비 아폰
노비 아폰(신(新) 아토스, 러시아어: Новый Афон, 노비 아폰; 압하스어: Афон Ҿыц, 아폰 치츠; 조지아어: ახალი ათონი, 아할리 아토니; 영어: New Athos, 뉴 아토스)는 압하지야 구다우타구에 있는 소도시로, 흑해 연안에 있는 수후미로부터 약 22 킬로미터 거리에 위치한다. 이 도시는 이전에 니코폴, 아케이소스, 아나코피아, 니코피아, 니코프시스, 압사라, 프시르츠하 등의 이름들로 알려졌었다. 노비 아폰 동굴이 압하지야의 관광 명소 중의 하나이다.

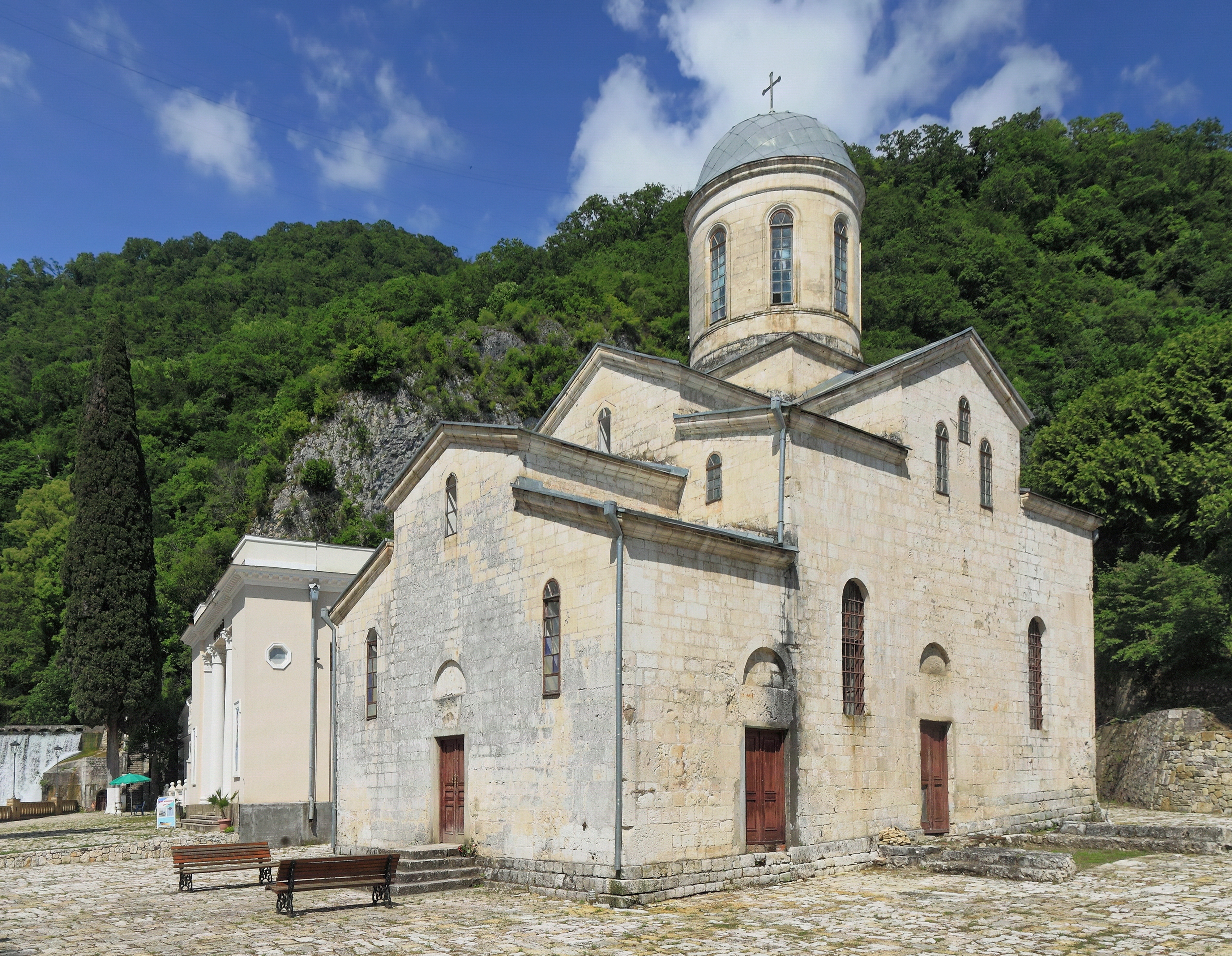
노비 아폰 산에 있는 사도 시몬 성당

## 역사
아나코피아의 고대 그리스의 커다란 항구 도시가 3세기의 문헌에 기록되어 있다. 그 유적들은 여전히 찾아볼 수 있다. 5세기에, 조지아인들이 이베리아 산의 정상에 한 요새를 건축했다. 아나코피아는 비잔티움 제국의 세력권에 있는 압하지야 공국의 수도였고, 그 다음으로 8세기에 아르콘 레온 2세가 그 스스로의 왕국을 선언한 후에는 압하지야 왕국의 수도였다. 나중에, 그 수도는 쿠타이시로 이전되었다.
1033년에 아나코피아는 아나코피아의 데메트리우스에 의해 비잔티움 제국으로 양도되었지만, 제국이 셀주크와의 만지케르트 전투에서 패배한 결과, 조지아가 얻은 다른 영토들 중의 하나로 1072년에 조지아인들에 의해 탈환되었다.

## 수도원
1874년에, 아토스산에 있는 초만원의 로시콘 수도원으로부터 러시아의 수사들이 재정착이 가능한 장소를 찾아 캅카스에 도착했다. 임박했던 러시아-투르크 전쟁의 발발 이후에, 그들은 오스만 제국이 아토스에서 온 러시아인들을 몰아낼 것을 우려했다. 그들은 프시르츠하를 선택했고, 사도 시몬에게 봉헌된 네오 비잔티움 노비 아폰 수도원이 러시아 제국의 차르 알렉산드르 3세에 의한 자금의 공급으로 1880년대에 건설되었다. 마침내, 러시아의 수사들은 구(舊) 아토스에서의 거주를 허가받았고, 노비 아폰 수도원은 거주자들이 예상보다 훨씬 더 줄어들었다.
소비에트의 종교 박해 동안, 1924년에 이 수도원은 폐쇄되었다. 이 곳은 지역은 저장시설, 관광기지, 병원 그리고 박물관으로 사용되었다. 전쟁이 끝난 후, 1994년에 이 수도원은 정교회로 반환되었다.

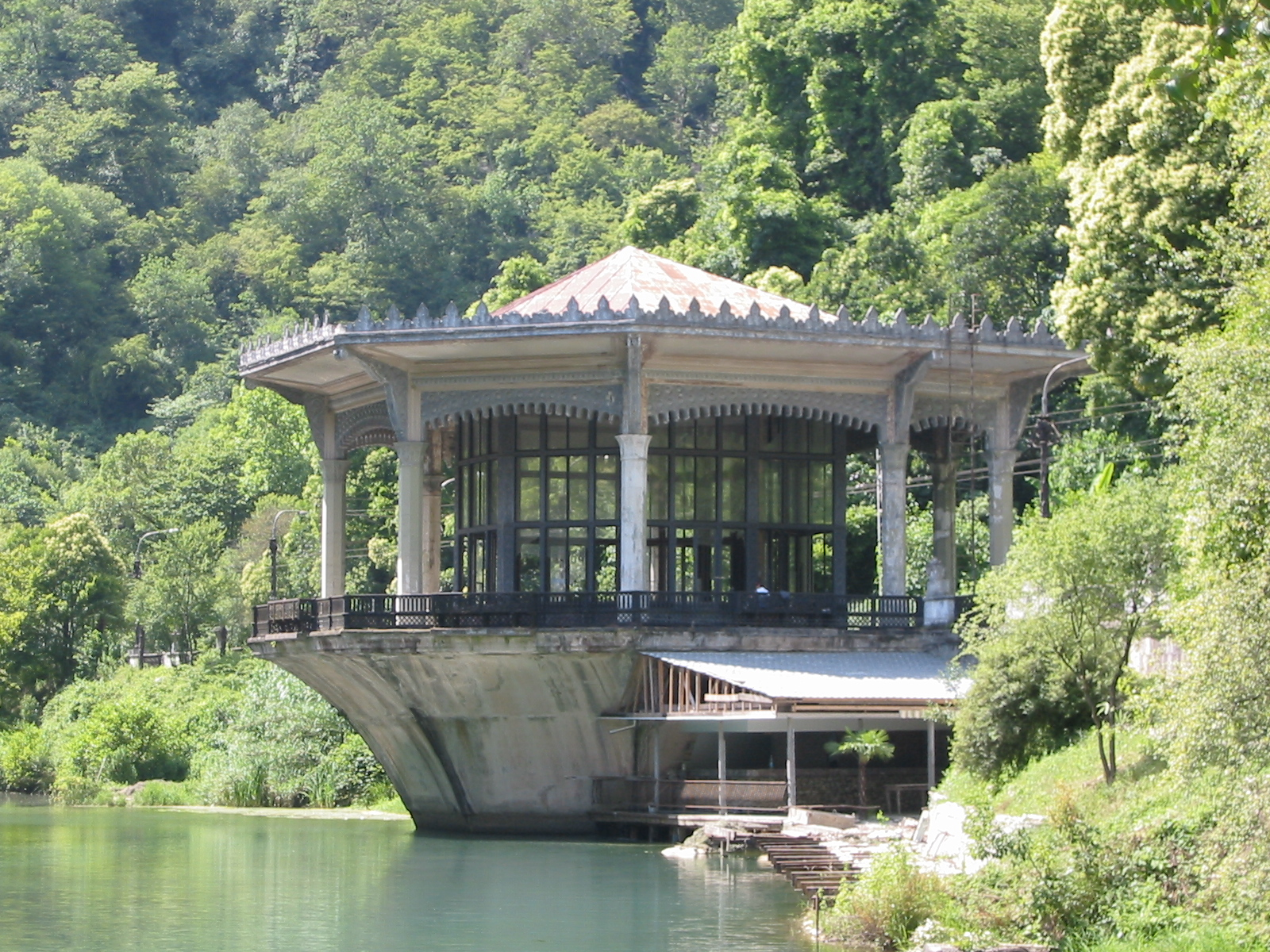
프시르츠하 기차역

노비 아폰 수도원은 바닷가에 있어 경치가 좋은 환경으로 인해 압하지야를 방문하는 러시아 관광객들의 인기있는 행선지가 되고 있다.

## 같이 보기
- 아토스산

## 참조
1. ↑  Georgia in Antiquity: A History of Colchis and Transcaucasian Iberia, by David Braund, p. 54
2. ↑  International Crisis Group, Abkhazia: Deepening Dependence 보관됨 2010-04-27 - 웨이백 머신, p. 6